# Протесты в Праге (2019)
Протесты в Праге — протесты, обращённые к представителям государственной власти в Чехии, состоявшиеся 23 июня 2019 года, в столице государства городе Праге.

## Акция протеста

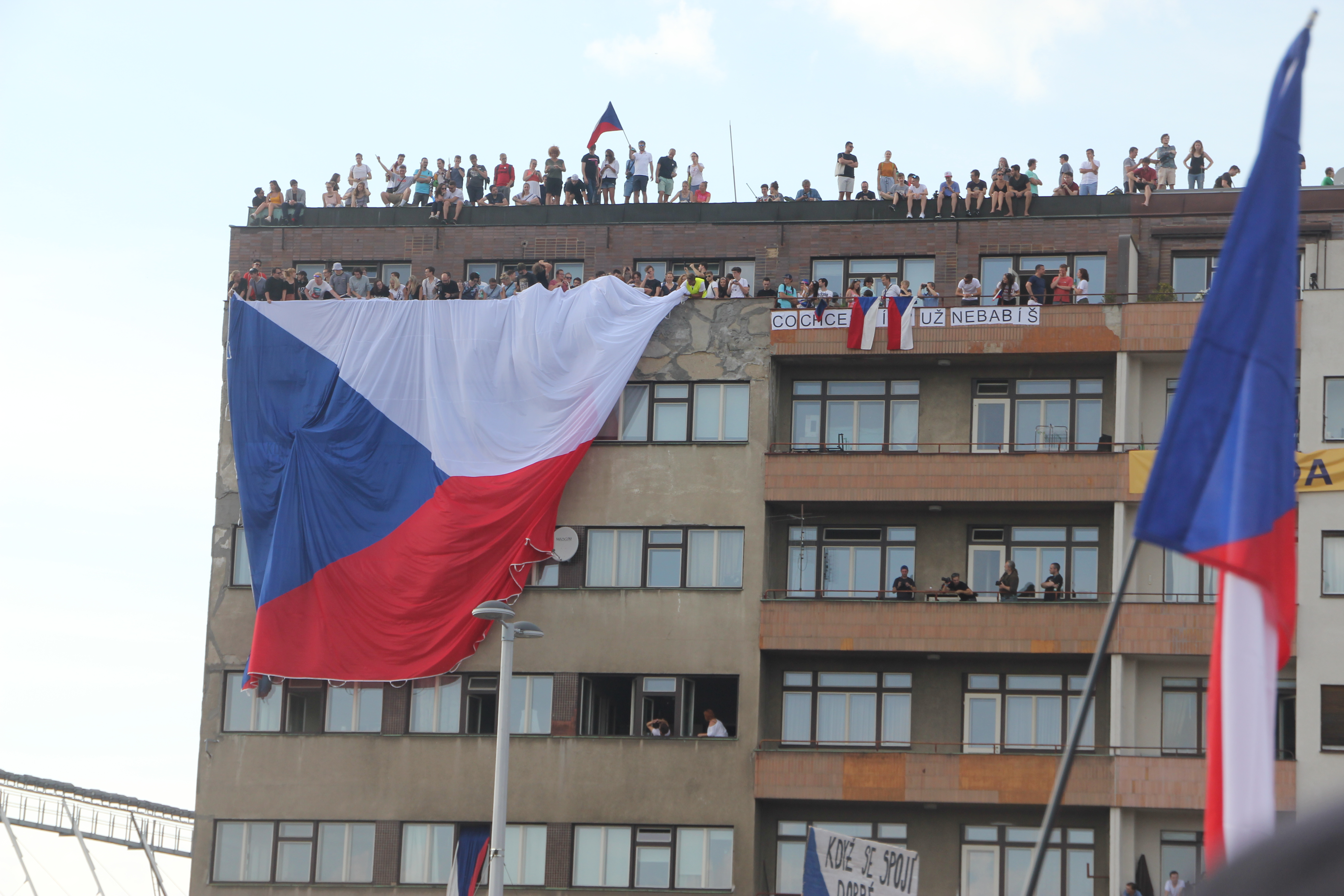
Демонстрация

23 июня 2019 года в Праге прошла массовая акция протеста с требованием отставки премьер-министра Андрея Бабиша. В ней, по разным данным, приняли участие от 200 до 250 тысяч человек. В акции приняли участие люди со всей Чехии. Многие специально приехали в Прагу из отдалённых районов. Билеты на поезда и автобусы до Праги были выкуплены ещё в начале недели.
Главным требованием протестующих была отставка премьер-министра Бабиша. Участники акции несли в руках плакаты с требованиями отставки премьера-министра. Акции проходят под лозунгами «Позор Бабишу» и «Всё зависит от нас». Протестующие обвинили премьер-министра государства в разных преступлениях и потребовали его отставки. В парламенте Чехии состоится голосование о недоверии Бабишу.
Это не первый протест против премьера Бабиша. Так, в апреле 2018 года более чем в 20 городах Чехии проходили митинги против назначения Андрея Бабиша премьер-министром Чешской Республики. В ходе протестов участники подписывали петиции за недопущение Бабиша до участия в правительстве, которые затем передадут в Пражский град. Также в середине апреля, после отставки министра юстиции Яна Кнежинка и назначения Марии Бенешовой на эту должность, начались новые протесты за независимость юстиции.
Ранее Бабиш неоднократно критиковался СМИ и оппозиционными партиями как олигарх, чей высокий правительственный пост влечёт за собой конфликт интересов с его коммерческими мотивами. По этой причине его сравнивали с Сильвио Берлускони: например, журнал Foreign Policy назвал его «Бабискони», в ответ на что Бабиш грозился подать в суд.
Это крупнейшая за 30 лет акция протеста в Чехии со времён бархатной революции 1989 года. Свою поддержку протестам выразили разные чешские знаменитости, к примеру Зденек Сверак и Томаш Клус. Критически к протестам отнёсся бывший президент Чехии Вацлав Клаус. Иностранные обозревали отмечают спокойную и дружелюбную атмосферу демонстраций, называя их «большим пикником».